# Carlo Lanza
Carlo Manfredo Giovanni Luigi Alderamo Lanza, I conte di Busca (Mondovì, 21 maggio 1837 – Torino, 14 marzo 1918), è stato un militare, diplomatico e politico italiano.

## Biografia
Entrato a 14 anni nell'accademia militare di Torino è promosso sottotenente di artiglieria nel 1855, luogotenente nel 1858 e capitano nel 1861. 
In quest'ultima veste comanda il 2º, il 6º e l'8º reggimento di artiglieria di campagna e nel 1863 entra nello stato maggiore presso Regia Scuola di Applicazione delle Armi di Artiglieria e Genio. Promosso tenente colonnello nel 1873 viene inviato a Parigi come addetto militare, e con lo stesso incarico accetta di trasferirsi a Vienna. 
Partecipa alla campagna d'Africa in Eritrea al comando del generale di San Marzano e alla seconda e Terza guerra d'indipendenza. 
Nel 1892 viene designato a succedere al Conte di Launay a Berlino, come ambasciatore presso la corte di Germania, dove rimane fino al 1906.

## Carriera

### Militare
- Sottotenente (9 agosto 1855)
- Luogotenente (17 luglio 1858)
- Capitano (6 dicembre 1859)
- Maggiore (5 luglio 1866)
- Tenente colonnello (9 marzo 1873)
- Colonnello (15 luglio 1877)
- Maggiore generale (3 luglio 1884)
- Tenente generale (27 marzo 1890-4 agosto 1902)
- Addetto militare all'Ambasciata italiana a Parigi (24 aprile 1873-30 ottobre 1876)
- Addetto militare all'Ambasciata italiana a Vienna (10 novembre 1879-18 novembre 1882)
- Membro del Comitato delle armi di fanteria e di cavalleria (4 maggio 1884)
- Comandante della Scuola di applicazione di artiglieria e genio (5 aprile 1885)
- Aiutante di campo generale di S.M. il Re (13 marzo 1887) (19 aprile 1888-4 novembre 1889)
- Aiutante di campo generale onorario di SM il Re (28 novembre 1889)

### Diplomatica
- Addetto militare all'Ambasciata italiana a Parigi (24 aprile 1873-30 ottobre 1876)
- Addetto militare all'Ambasciata italiana a Vienna (10 novembre 1879-18 novembre 1882)
- Inviato straordinario e Ministro plenipotenziario di I classe (31 ottobre 1895-1906)
- Ambasciatore onorario (20 gennaio 1907)

## Commemorazione
(Senato del Regno, Atti parlamentari. Discussioni, 18 aprile 1918.)